# Hipòtesi del geni maligne
La hipòtesi del geni maligne és un recurs argumentatiu proposat per René Descartes a les Meditacions Metafísiques. Amb ella, Descartes culmina el dubte metòdic, que adquireix així la màxima radicalitat.
Descartes suggereix que potser hem estat creats per un Déu que ens obliga a enganyar-nos sistemàticament, que ha disposat la nostra naturalesa de tal manera que creiem estar a la veritat quan realment estem en l'error. Amb aquesta hipòtesi es qüestiona la legitimitat de les proposicions que semblen tenir la màxima evidència, les que es presenten amb "claredat i distinció" (excepte les referides a la pròpia ment, com mostrarà el descobriment del cogito), proposicions del tipus "dos més tres és cinc" o "la suma dels rectangles de tot triangle és igual a dos rectes". Per tant, arriba a qüestionar la veracitat de la mateixa matemàtica.
L'objectiu d'aquest estrany cas és investigar si és possible trobar alguna cosa que sigui absolutament indubtable: si trobem una creença que arribi a superar aquesta hipòtesi, la seva qualitat com a veritat serà extraordinària. Encara que Descartes no explica ni justifica acuradament la hipòtesi del geni maligne, sembla que es referia a les següents qüestions: podem considerar que el nostre reconeixement d'una cosa com a veritable és conseqüència de la nostra naturalesa (nosaltres diríem ara del nostre cervell) i podríem pensar que veiem alguna cosa com a veritable perquè estem fets com estem fets, de tal manera que a diferent constitució, diferent coneixement.
Potser les coses que puguin considerar veritables éssers pertanyents a altres espècies, o éssers racionals que hagin patit una evolució biològica diferent (per exemple, els extraterrestres), poden ser diferents de les nostres. Cal dubtar que la matemàtica, per exemple, tingui una validesa universal, en el sentit que potser per altres éssers, éssers amb una naturalesa psicològica o física diferent de la nostra, les veritats matemàtiques siguin també diferents de les nostres. En definitiva, si reflexions d'aquest tipus ens porten a pensar que el reconeixement d'alguna cosa com a veritable depèn de la nostra pròpia naturalesa o manera de ser, sembla que fins i tot els coneixements més ferms poden posar-se en qüestió. És possible que Descartes introduís la hipòtesi del geni maligne per assenyalar aquest últim dubte.
Pel que fa a la paraula "geni" ens diu Descartes que podríem anomenar així al Déu que potser ens ha fet d'aquesta manera tan fal·lible per a no confondre'l amb el Déu cristià, del qual es predica sempre la bondat.